# Iglesia de Santa Maria dell'Anima
Santa Maria dell'Anima es una iglesia en el centro de Roma, Italia, justo al oeste de la Piazza Navona y cerca de la iglesia de Santa Maria della Pace. Fue fundada a lo largo del siglo XIV por comerciantes holandeses, que en aquella época pertenecían al Sacro Imperio Romano Germánico. En el transcurso del siglo XV se convirtió en la iglesia nacional de todo el Sacro Imperio Romano Germánico en Roma y, en adelante, la llamada iglesia nacional alemana y hospicio de los germanoparlantes en Roma. En algunas fuentes esta institución se denomina austriaca, ya que los emperadores Habsburgo fueron sus protectores 
Según la tradición, la iglesia debe su nombre a la imagen de Nuestra Señora que forma su escudo (la Santísima Virgen entre dos almas).  Entre las obras de arte que se albergan en su interior se encuentra la Sagrada Familia de Giulio Romano. Es el lugar de descanso del Papa holandés Adriano VI, así como de los cardenales Guillermo de Enckenvoirt y Andrés de Austria.

## Historia

### SigloXIVyXV
Santa Maria dell'Anima es una de las muchas instituciones benéficas medievales construidas para los peregrinos en Roma. Su origen se remonta a 1350, cuando Johannes (Jan) y Katharina Peters de Dordrecht compraron tres casas y las convirtieron en un hospicio privado para peregrinos, con motivo del Jubileo de 1350.Jan Peters pudo ser un mercader holandés o un soldado papal; Dordrecht pertenecía a una región que más tarde se independizaría como los Países Bajos. Llamaron al hospicio "Beatae Mariae Animarum" ("Beata María de las Almas"). Se erigió en su emplazamiento actual en 1386. En el siglo XV, Santa Maria dell'Anima se amplió para convertirse en albergue de visitantes de todo el Sacro Imperio Romano Germánico, aunque inicialmente los ocupantes procedían sobre todo de los Países Bajos y (a partir de mediados del siglo XV) de Renania.
La fundación del hospicio fue confirmada por la bula del Papa Bonifacio IX del 9 de noviembre de 1399, que le concedió indulgencias. En 1406, fue elevado al rango de institución nacional y se unió a una Hermandad regida por provisores y a una Congregación. El 21 de mayo de 1406, el papa Inocencio VII, en su bula Piae Postulatio, declaró el hospicio exento de toda jurisdicción, salvo la papal, y lo tomó bajo su protección inmediata. En 1418, se enriqueció enormemente con el legado de su segundo fundador, Diedrich de Niem.
Los Papas del siglo XV, con la excepción del Papa Sixto IV, le mostraron un gran favor. En 1431 se construyó una iglesia en el lugar de la capilla del hospicio (consagrada por el Papa Eugenio IV en 1444) y la comunidad se unió al hospicio alemán de San Andrés, que había sido fundado en 1372 por el sacerdote Nicolás de Kulm. Durante los siglos XV y XVI, Santa Maria dell'Anima se convirtió en el centro nacional y religioso, así como en el lugar de enterramiento en Roma del Sacro Imperio Romano Germánico.

### SigloXVI-XVII
Ciudadanos destacados del Sacro Imperio Romano que residían en Roma se convirtieron en miembros de la Cofradía de Santa María dell'Anima, incluido el hijo mayor de Guillermo de Orange, Felipe Guillermo.Johann Burchard de Estrasburgo se unió a la Cofradía de Santa María dell'Anima y llegó a ser su rector a finales del siglo XV. Mientras ocupaba este cargo, se tomó la decisión de reconstruir la iglesia para el Jubileo de 1500. La iglesia actual, que debe su estilo renacentista a la influencia de Bramante,fue construida mediante suscripciones alemanas, entre 1499 y 1522. Se levanta en el emplazamiento de la iglesia más antigua, construida entre 1431 y 1499, y fue decorada por los grandes artistas de la época.
La iglesia se construyó al estilo de las iglesias de salón típicas del norte de Europa, pero que encajan mal con las iglesias italianizantes de Roma. El arquitecto fue Andrea Sansovino. La fachada fue terminada por Giuliano da Sangallo. La nueva iglesia no fue consagrada hasta el 25 de noviembre de 1542.

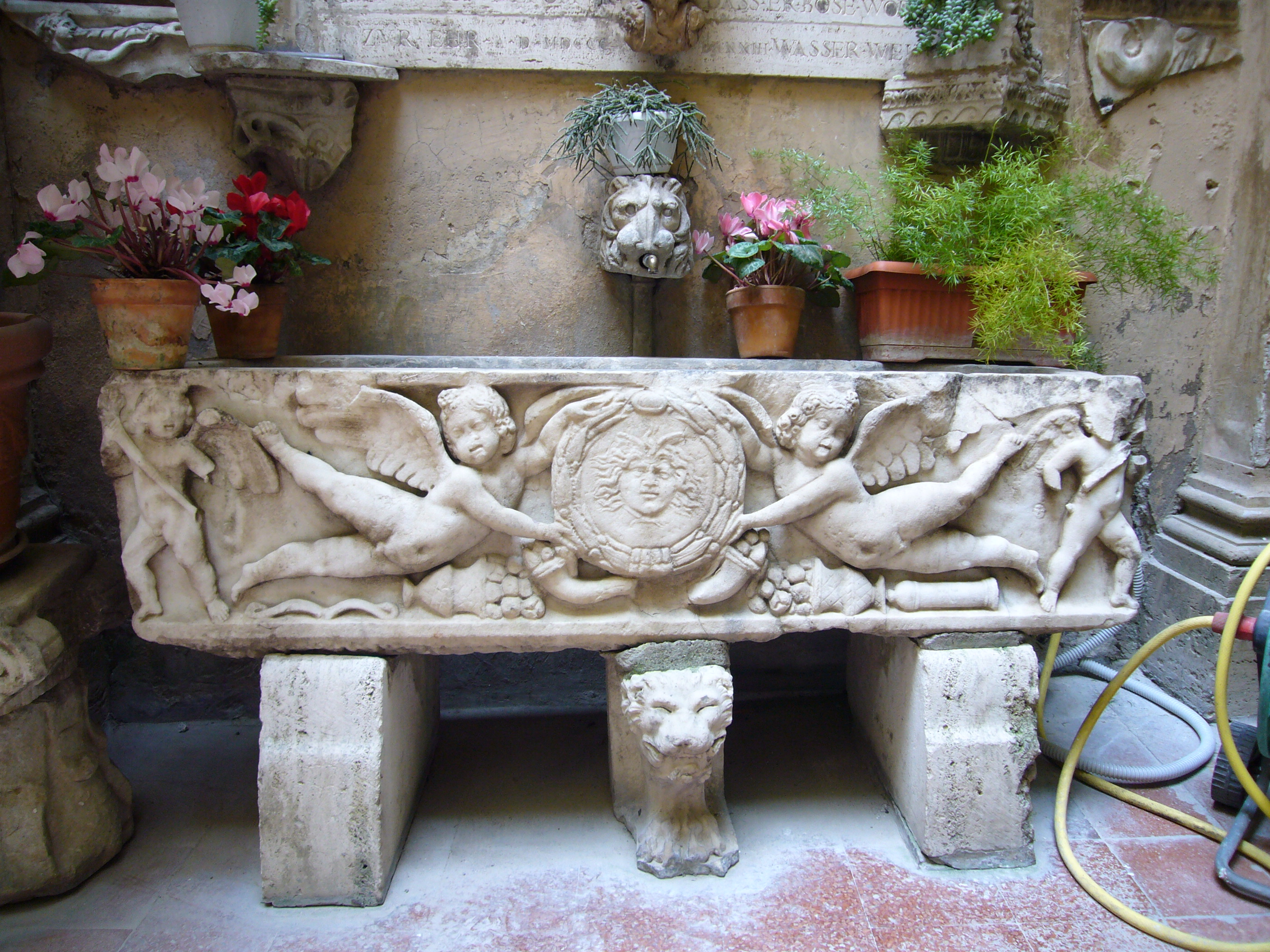
Sarcófago romano en el patio.

En 1699, Leopoldo I anunció que Santa Maria dell'Anima quedaría bajo su protección personal. Esto la convirtió más en una iglesia de los Habsburgo que en una iglesia estrictamente alemana. 

### SigloXVIII-XX
Durante la ocupación napoleónica, la iglesia fue saqueada y la sacristía se utilizó como establo para caballos. En 1844, la (nueva) comunidad belga se trasladó a la iglesia de San Julián de los Flamencos. Bajo la influencia del nacionalismo de la época, en 1859 se fundó un colegio sacerdotal, llamado Collegio Teutonico di Santa Maria dell' Anima. Sin embargo, aunque se propagó como una institución alemana, hasta 1918 estuvo bajo el patrocinio de los emperadores Habsburgo, y los sacerdotes tenían muchas otras nacionalidades europeas además de la alemana. 
En 1937 se construyó una capilla en conmemoración de los soldados de la Primera Guerra Mundial. Debajo fueron enterrados unos 450 soldados, la mayoría de ellos no identificados, de Austria-Hungría que murieron en campos de prisioneros de guerra en las cercanías de Roma. En 2021 se inició un proyecto liderado por Tamara Scheer y Nikolaus Rotenberger con el apoyo del Ministerio de Defensa de Austria, con el objetivo de identificar a estos soldados.
Más tarde, la institución sirvió como Ratline para ayudar a los criminales de guerra nazis como Gustav Wagner y Franz Stangl en su huida de la justicia. Los católicos holandeses conservaron el Anima como iglesia nacional, pero tras prolongados conflictos la abandonaron en 1939 (desde 1992 la San Michele dei Frisoni, cerca del Vaticano, ha asumido ese papel).

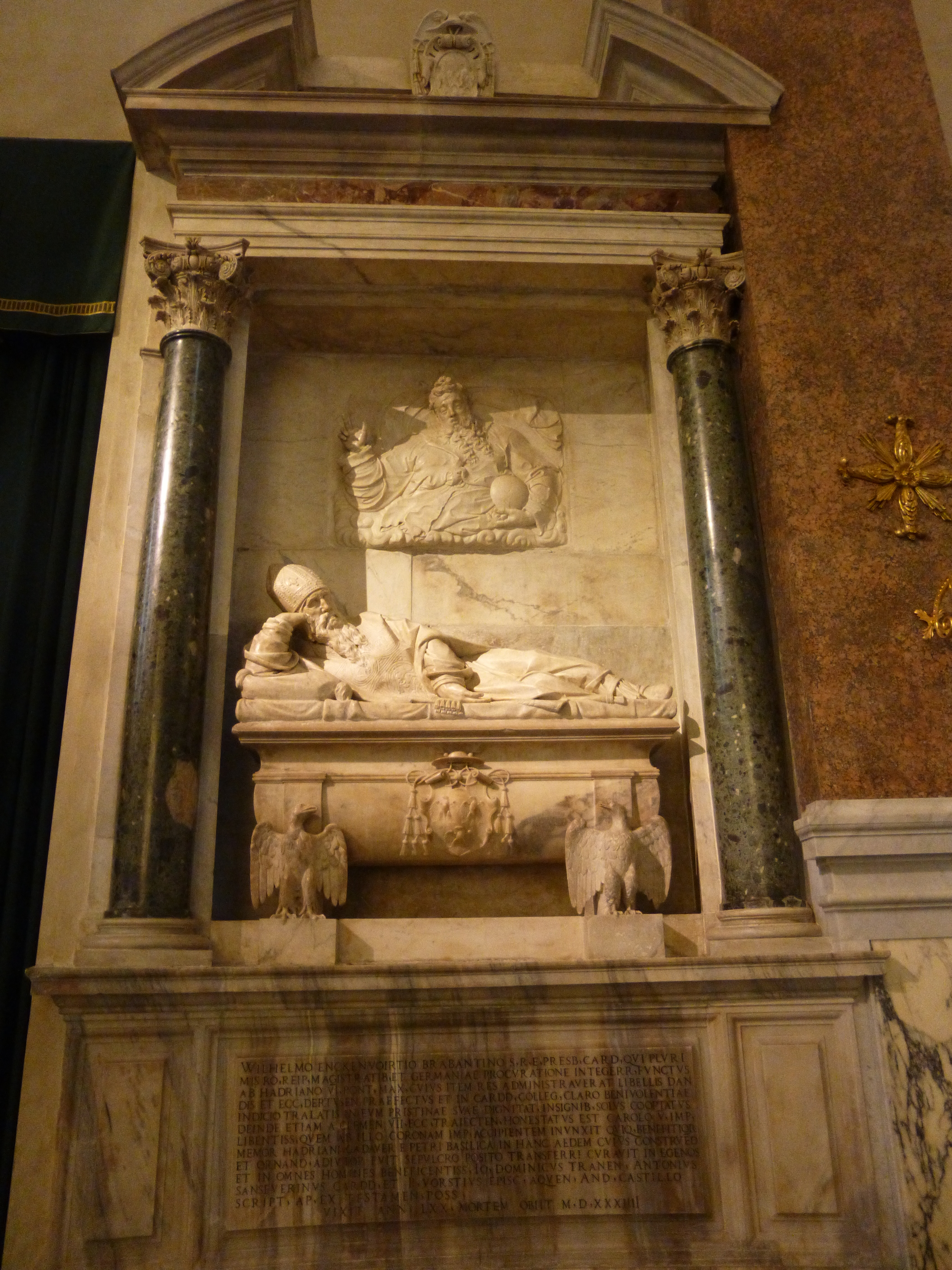
Tumba del cardenal Willem van Enckevoirt

Las inscripciones encontradas en Santa Maria dell'Anima, una valiosa fuente que ilustra la historia de la iglesia, han sido recopiladas y publicadas por Vincenzo Forcella. 
Durante el Concilio Vaticano II, Joseph Ratzinger, el futuro Papa Benedicto XVI, intentó alojarse en el albergue alemán de peregrinos de Santa Maria Dell'Anima, pero fue rechazado por no haber plazas libres. En su lugar, se alojó en la residencia provisional de sacerdotes situada al otro lado de la calle. En la actualidad, la iglesia se utiliza exclusivamente como parroquia para los romanos de habla alemana.

## Interior

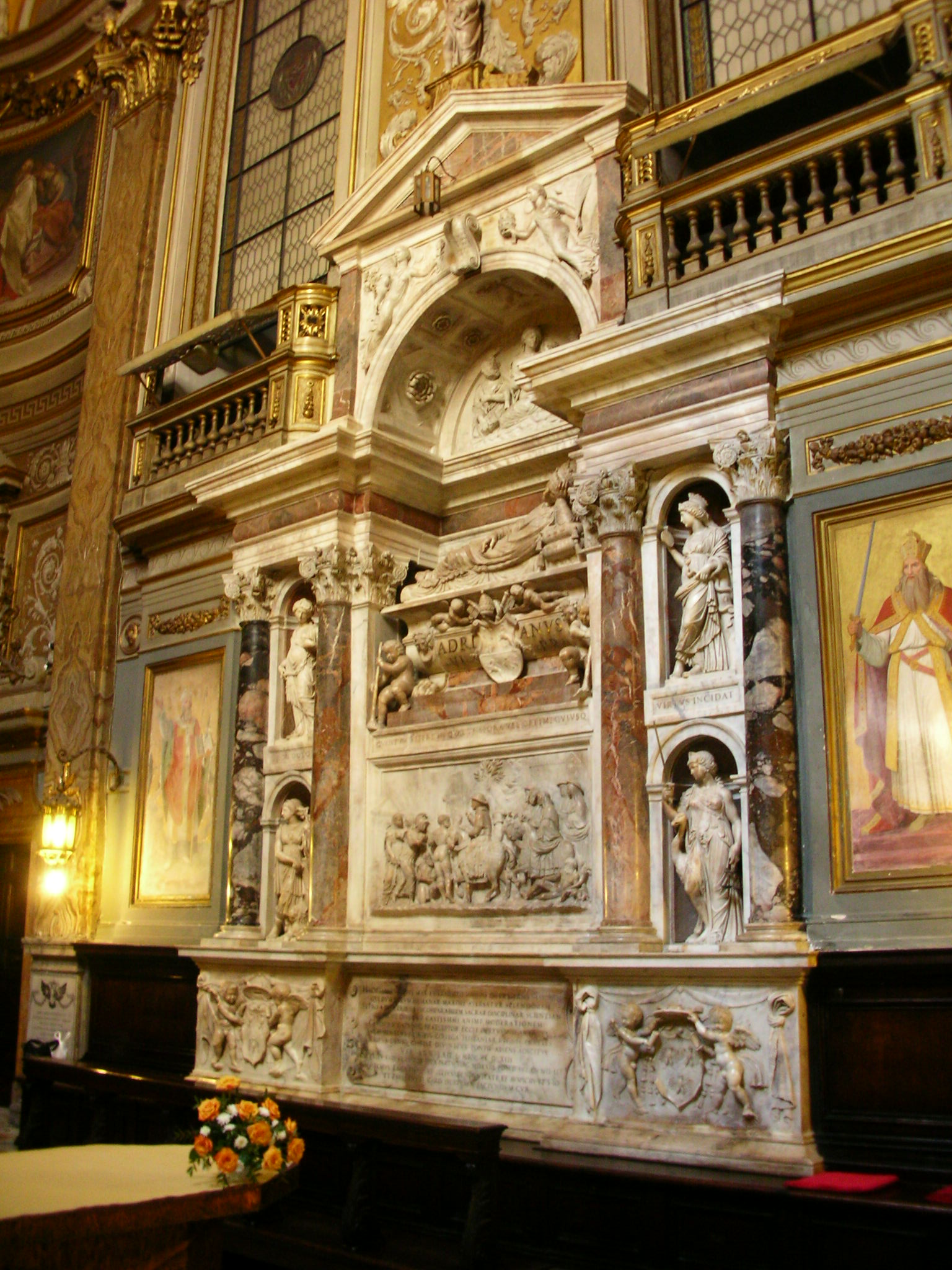
Monumento funerario del Papa Adrián VI

Entre los tesoros artísticos de la iglesia se encuentran (en orden cronológico):
- Retablo pintado por Giulio Romano en 1521-22 para una familia Fugger, que representa a la Sagrada Familia y a los donantes (Mark y Giacomo Fugger).
- El monumento funerario del papa Adriano VI (r. 1521-1523), encargado por su amigo, el cardenal Willem van Enckevoirt y diseñado en parte por Baldassarre Peruzzi.[10]
- Un retablo (1532) de Lorenzetto.
- El monumento funerario del cardenal Willem van Enckevoirt (1464-1534), obispo de Tortosa (1522-1534) y de Utrecht (1529-1534). El monumento de Giovanni Mangone se encontraba originalmente junto al de Adriano, pero fue trasladado cerca de la entrada principal en 1575.[11]
- Una Deposición (1550) de Francesco Salviati
- Una pintura de Girolamo Siciolante da Sermoneta.
- La funeraria de Andrés de Austria (1558-1600), cardenal desde 1573[12]
- Milagros de San Benno y Martirio de San Lamberto (1618) pintado por Carlo Saraceni.

Un patio interior alberga algunos hallazgos antiguos.